# Kenmore (Washington)
Pour les articles homonymes, voir Kenmore.
Kenmore est une ville du comté de King dans l'état de Washington, au bord du lac Washington au nord de Seattle.
Sa population était de 20 460 habitants en 2010.